# Liste der Baudenkmäler in Köln
Die Liste der Baudenkmäler in Köln enthält Baudenkmäler, Kleindenkmäler, Grünflächen und Ensembles auf Basis der Kölner Denkmalliste.

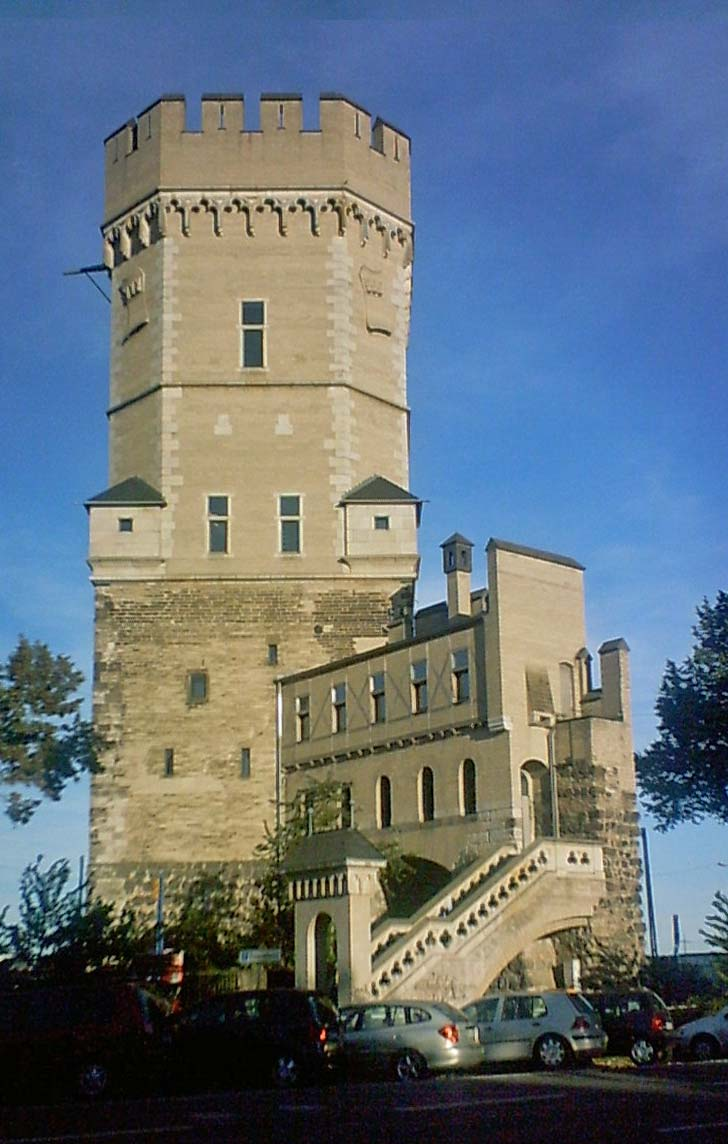
Bayenturm in Bayenthal

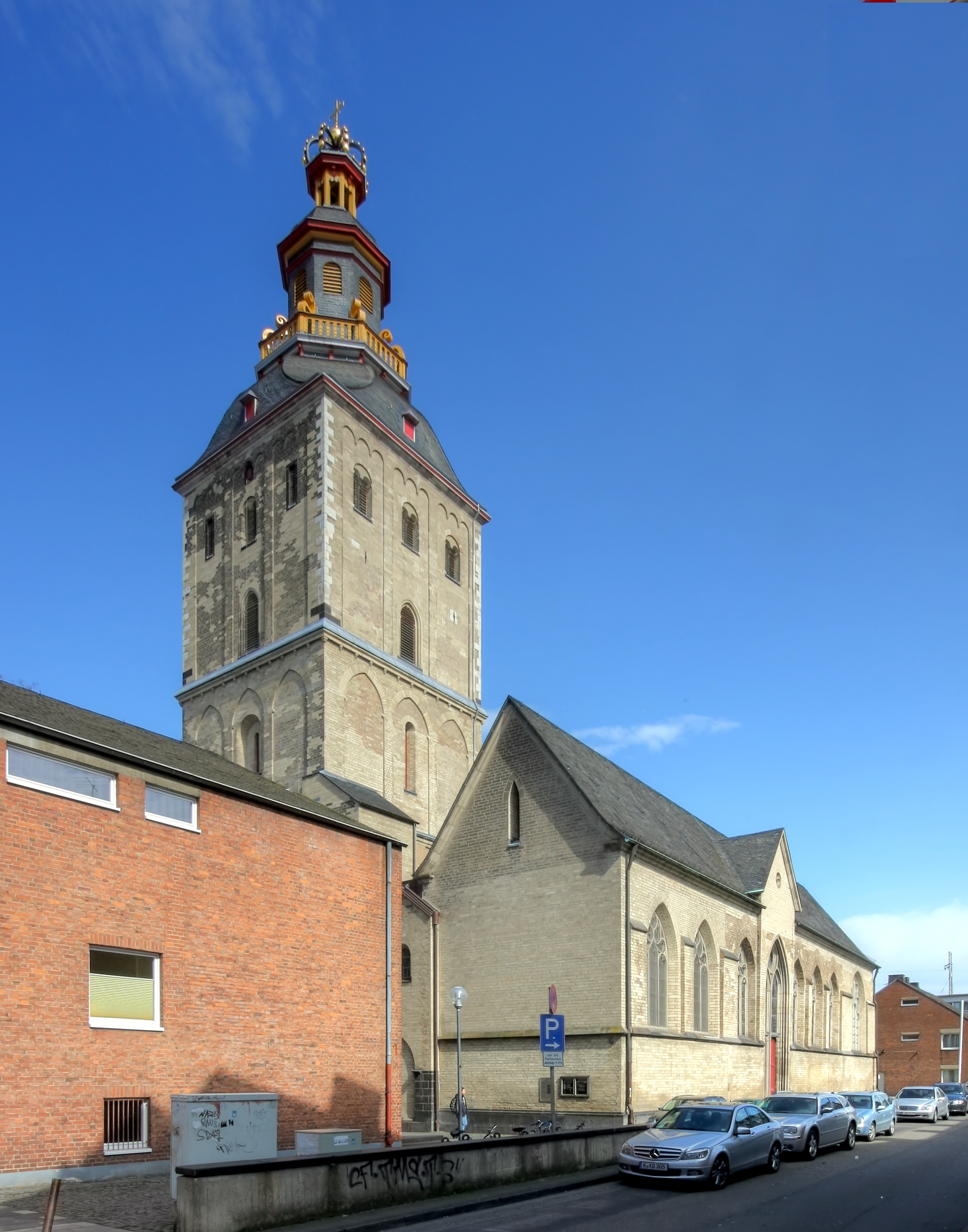
St. Ursula in Altstadt-Nord

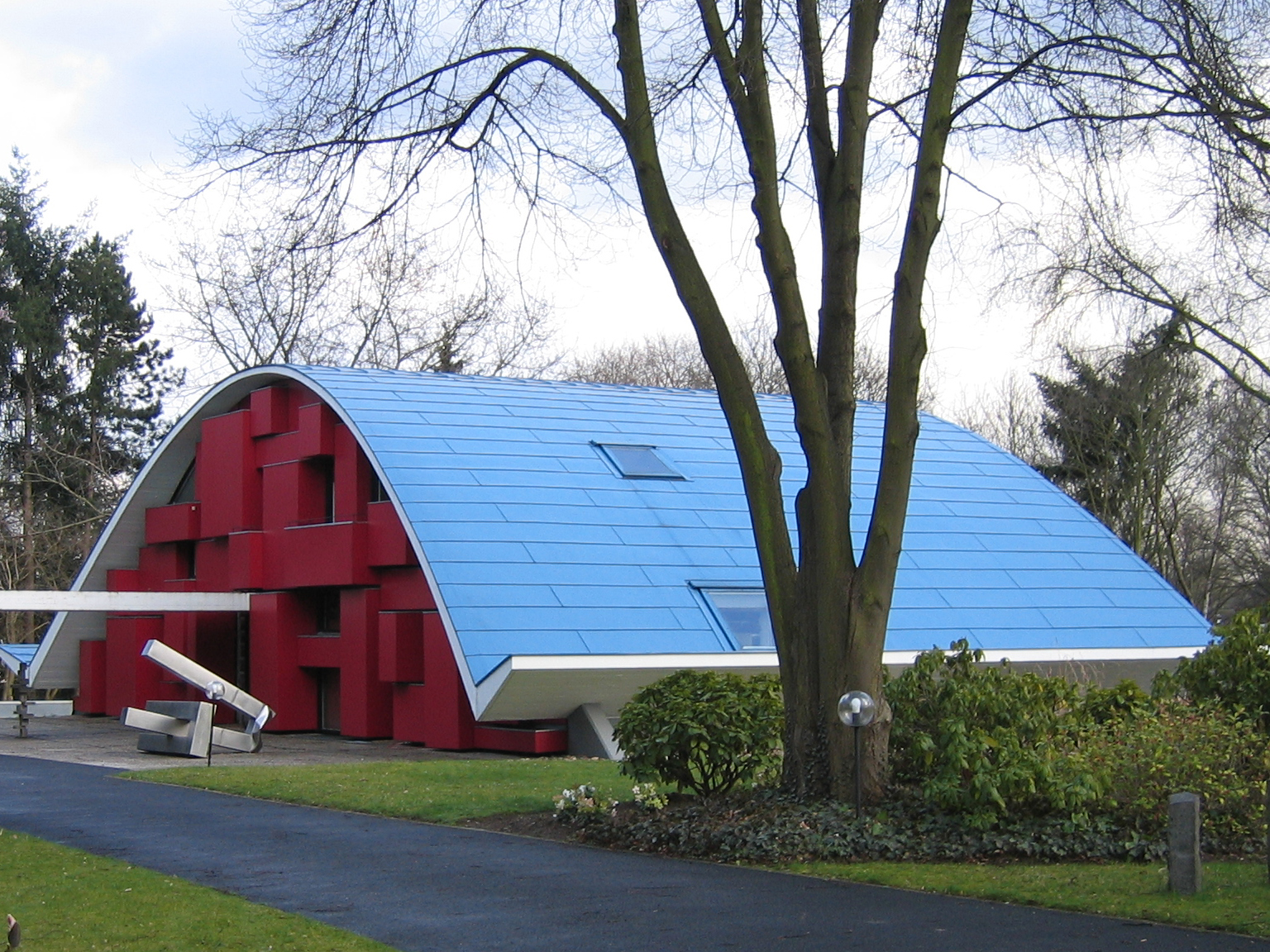
Haus X1 in Hahnwald

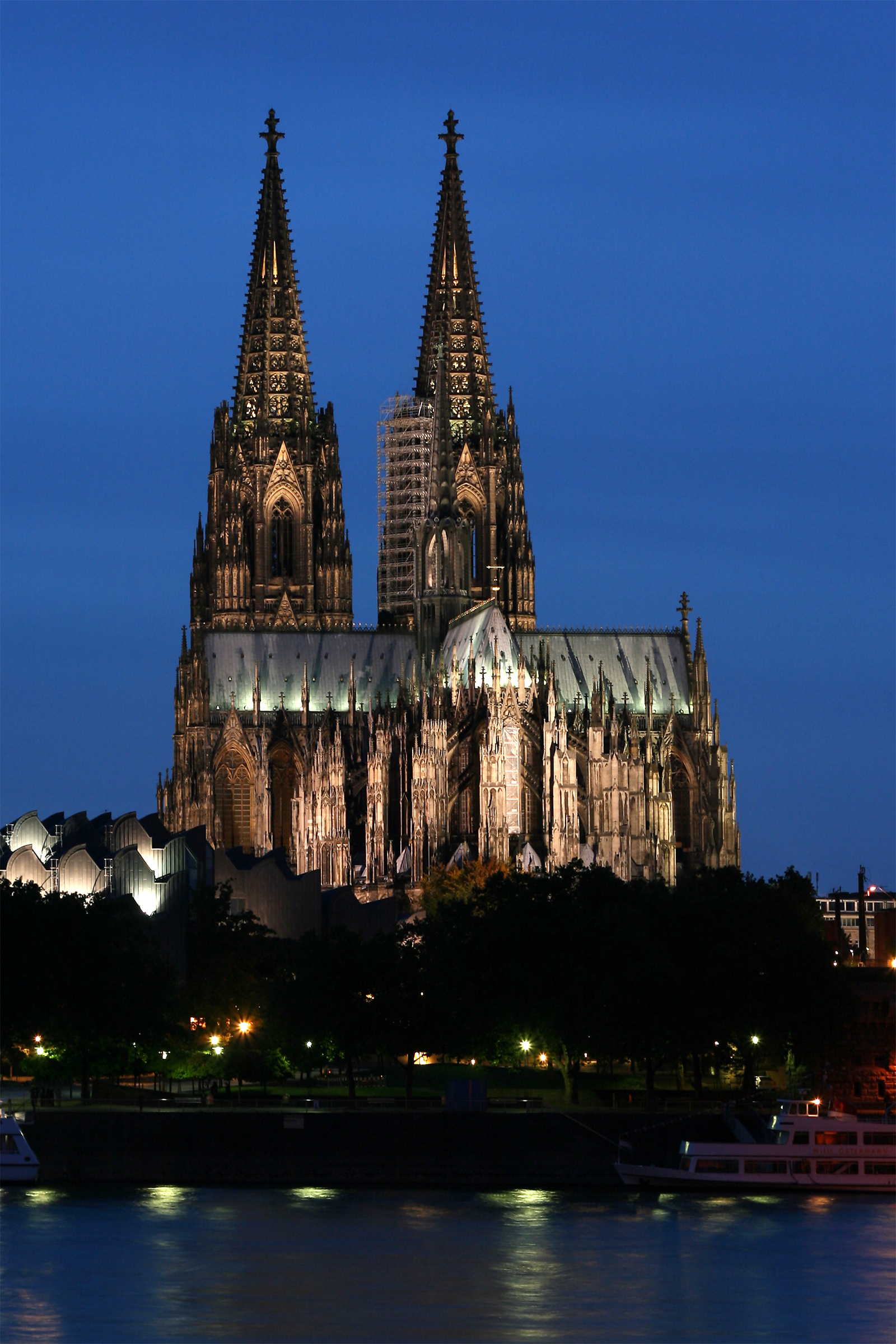
Kölner Dom in Altstadt-Nord

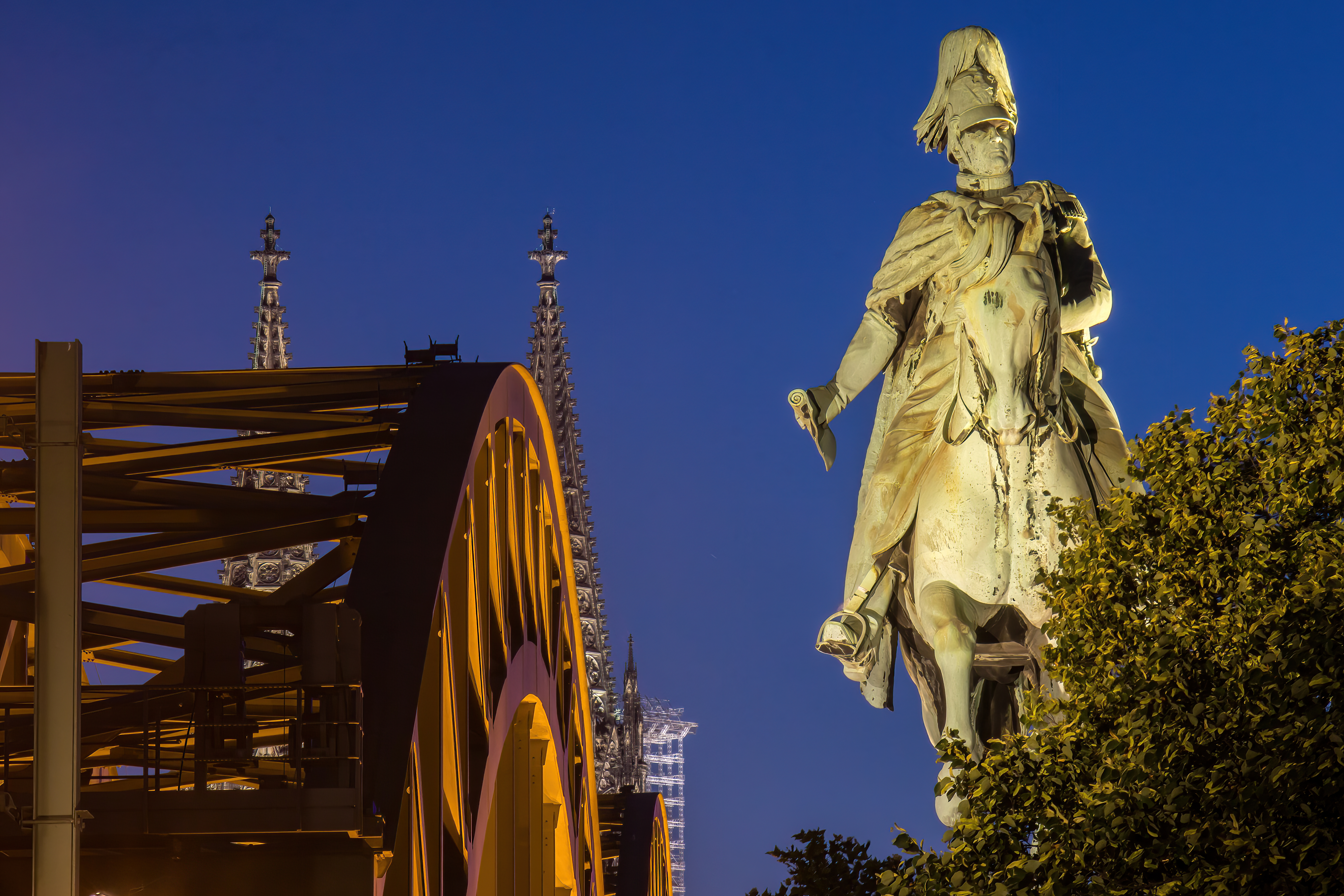
Reiterstandbild in Deutz

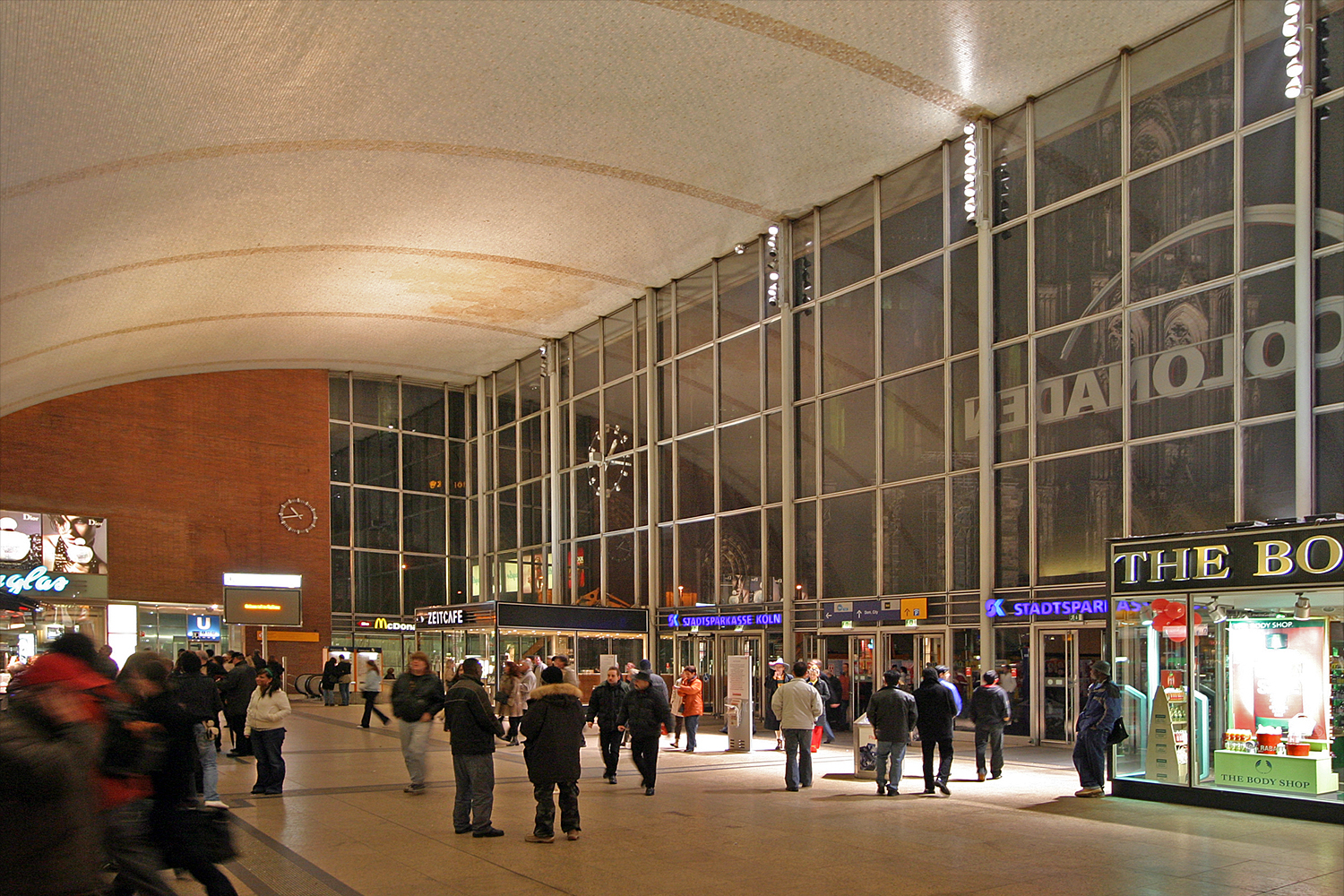
Hauptbahnhof in Altstadt-Nord

- Liste der Baudenkmäler im Kölner Stadtteil Altstadt-Nord
- Liste der Baudenkmäler im Kölner Stadtteil Altstadt-Süd
- Liste der Baudenkmäler im Kölner Stadtteil Bayenthal
- Liste der Baudenkmäler im Kölner Stadtteil Bickendorf
- Liste der Baudenkmäler im Kölner Stadtteil Bilderstöckchen
- Liste der Baudenkmäler im Kölner Stadtteil Blumenberg
- Liste der Baudenkmäler im Kölner Stadtteil Bocklemünd/Mengenich
- Liste der Baudenkmäler im Kölner Stadtteil Braunsfeld
- Liste der Baudenkmäler im Kölner Stadtteil Brück
- Liste der Baudenkmäler im Kölner Stadtteil Buchforst
- Liste der Baudenkmäler im Kölner Stadtteil Buchheim
- Liste der Baudenkmäler im Kölner Stadtteil Dellbrück
- Liste der Baudenkmäler im Kölner Stadtteil Deutz
- Liste der Baudenkmäler im Kölner Stadtteil Dünnwald
- Liste der Baudenkmäler im Kölner Stadtteil Ehrenfeld
- Liste der Baudenkmäler im Kölner Stadtteil Eil
- Liste der Baudenkmäler im Kölner Stadtteil Elsdorf
- Liste der Baudenkmäler im Kölner Stadtteil Ensen
- Liste der Baudenkmäler im Kölner Stadtteil Esch/Auweiler
- Liste der Baudenkmäler im Kölner Stadtteil Flittard
- Liste der Baudenkmäler im Kölner Stadtteil Fühlingen
- Liste der Baudenkmäler im Kölner Stadtteil Godorf
- Liste der Baudenkmäler im Kölner Stadtteil Gremberghoven
- Liste der Baudenkmäler im Kölner Stadtteil Hahnwald
- Liste der Baudenkmäler im Kölner Stadtteil Heimersdorf
- Liste der Baudenkmäler im Kölner Stadtteil Holweide
- Liste der Baudenkmäler im Kölner Stadtteil Humboldt/Gremberg
- Liste der Baudenkmäler im Kölner Stadtteil Höhenberg
- Liste der Baudenkmäler im Kölner Stadtteil Höhenhaus
- Liste der Baudenkmäler im Kölner Stadtteil Immendorf
- Liste der Baudenkmäler im Kölner Stadtteil Junkersdorf
- Liste der Baudenkmäler im Kölner Stadtteil Kalk
- Liste der Baudenkmäler im Kölner Stadtteil Klettenberg
- Liste der Baudenkmäler im Kölner Stadtteil Langel
- Liste der Baudenkmäler im Kölner Stadtteil Libur
- Liste der Baudenkmäler im Kölner Stadtteil Lind
- Liste der Baudenkmäler im Kölner Stadtteil Lindenthal
- Liste der Baudenkmäler im Kölner Stadtteil Lindweiler
- Liste der Baudenkmäler im Kölner Stadtteil Longerich
- Liste der Baudenkmäler im Kölner Stadtteil Lövenich
- Liste der Baudenkmäler im Kölner Stadtteil Marienburg
- Liste der Baudenkmäler im Kölner Stadtteil Mauenheim
- Liste der Baudenkmäler im Kölner Stadtteil Merheim
- Liste der Baudenkmäler im Kölner Stadtteil Merkenich
- Liste der Baudenkmäler im Kölner Stadtteil Meschenich
- Liste der Baudenkmäler im Kölner Stadtteil Mülheim
- Liste der Baudenkmäler im Kölner Stadtteil Müngersdorf
- Liste der Baudenkmäler im Kölner Stadtteil Neuehrenfeld
- Liste der Baudenkmäler im Kölner Stadtteil Neustadt-Nord
- Liste der Baudenkmäler im Kölner Stadtteil Neustadt-Süd
- Liste der Baudenkmäler im Kölner Stadtteil Niehl
- Liste der Baudenkmäler im Kölner Stadtteil Nippes
- Liste der Baudenkmäler im Kölner Stadtteil Ossendorf
- Liste der Baudenkmäler im Kölner Stadtteil Ostheim
- Liste der Baudenkmäler im Kölner Stadtteil Pesch
- Liste der Baudenkmäler im Kölner Stadtteil Poll
- Liste der Baudenkmäler im Kölner Stadtteil Porz
- Liste der Baudenkmäler im Kölner Stadtteil Raderberg
- Liste der Baudenkmäler im Kölner Stadtteil Raderthal
- Liste der Baudenkmäler im Kölner Stadtteil Rath/Heumar
- Liste der Baudenkmäler im Kölner Stadtteil Riehl
- Liste der Baudenkmäler im Kölner Stadtteil Rodenkirchen
- Liste der Baudenkmäler im Kölner Stadtteil Roggendorf/Thenhoven
- Liste der Baudenkmäler im Kölner Stadtteil Rondorf
- Liste der Baudenkmäler im Kölner Stadtteil Seeberg
- Liste der Baudenkmäler im Kölner Stadtteil Stammheim
- Liste der Baudenkmäler im Kölner Stadtteil Sülz
- Liste der Baudenkmäler im Kölner Stadtteil Sürth
- Liste der Baudenkmäler im Kölner Stadtteil Urbach
- Liste der Baudenkmäler im Kölner Stadtteil Vingst
- Liste der Baudenkmäler im Kölner Stadtteil Vogelsang
- Liste der Baudenkmäler im Kölner Stadtteil Volkhoven/Weiler
- Liste der Baudenkmäler im Kölner Stadtteil Wahn
- Liste der Baudenkmäler im Kölner Stadtteil Weiden
- Liste der Baudenkmäler im Kölner Stadtteil Weidenpesch
- Liste der Baudenkmäler im Kölner Stadtteil Weiß
- Liste der Baudenkmäler im Kölner Stadtteil Westhoven
- Liste der Baudenkmäler im Kölner Stadtteil Widdersdorf
- Liste der Baudenkmäler im Kölner Stadtteil Worringen
- Liste der Baudenkmäler im Kölner Stadtteil Zollstock
- Liste der Baudenkmäler im Kölner Stadtteil Zündorf

In den Stadtteilen Chorweiler, Finkenberg, Grengel, Neubrück und Wahnheide gibt es keine Baudenkmäler.